# Abel Combarieu
Pour les articles homonymes, voir Combarieu.
Abel Combarieu, né le 29 janvier 1856 à Cahors et mort le 26 mars 1944, est un homme politique français de la Troisième République française. Il est notamment préfet, secrétaire général de la présidence de la République, directeur du cabinet (« civil ») de la présidence de la République, conseiller puis président de chambre à la Cour des comptes.

## Parcours
Abel Combarieu, né à Cahors le 30 janvier 1856, est le fils d'Henri et Marie-Louise Salbant, qui se sont mariés dans le Quercy en 1855. Son père est imprimeur. Son frère cadet, Jules Combarieu, né le 4 février 1859 à Cahors, deviendra un musicologue célèbre.
Abel Combarieu, devenu préfet de l'Ain puis de la Meuse après ses études, épouse en 1895 la sœur cadette de Marguerite Charrier, mère de Paul Morand.
Peu après son élection à l’Élysée en 1899, Émile Loubet, ami de la famille Charrier, choisit Abel Combarieu comme secrétaire général de la présidence de la République. C'est celui-ci qui obtient du Président la mise en place de la pratique d'un double cabinet à l'Élysée : un cabinet militaire et un cabinet civil dont il est le premier titulaire, aucun des deux cabinets n'ayant de prérogative sur l'autre. Il a pour adjoint comme sous-directeur du cabinet son cadet, familier de Cahors, François Roussel-Despierres. En 1932, Abel Combarieu publie chez Hachette un ouvrage de souvenirs intitulé Sept ans à l’Élysée avec le Président Loubet.
Au moment de son départ de l'Élysée, en 1906, Émile Loubet nomme Combarieu auditeur à la Cour des comptes au tour extérieur. Celui-ci devient ensuite président de chambre à la Cour des comptes. Il est également maire d'Anglars-Juillac, dans le Lot, dans les années 1920. Il est enterré au cimetière de Montrouge, où sa tombe est en mauvais état.
L'association Emile Loubet, travail pendant 2 ans sur les notes présentes aux Archives Nationales pour publier un ouvrage préfacé par Gérard Larcher. "Journal Intime de la Présidence de la République, Emile Loubet, 1899/1906" sort en 2024 à l'occasion des 80 ans de sa mort.

## Distinctions
- Commandeur de la Légion d'honneur (décret du 10 juillet 1925). Il est fait commandeur par Émile Loubet.
- Chevalier grand-croix de l'ordre royal de Victoria

## Sources
- Les papiers personnels d'Abel Combarieu sont conservés aux Archives nationales, site de Pierrefitte-sur-Seine, sous la cote 410AP : Inventaire du fonds.